# Баргстен, Клаус
Клаус Баргштен (нем. Klaus Bargsten; 31 октября 1911, Бад-Олделое — 13 августа 2000) — немецкий офицер-подводник, капитан-лейтенант (1 августа 1942 года).

## Биография
Плавал на судах торгового флота. В апреле 1936 года поступил на службу в ВМФ. 1 июля 1936 года произведен в фенрихи, 1 апреля 1938 года — в лейтенанты. В апреле 1939 года переведен в подводный флот.

## Вторая мировая война
Сначала Баргштен плавал на подлодке U-6, а затем был переведен на U-99, которой командовал Отто Кречмер. В январе 1941 года получил отпуск.
С 27 марта 1941 по 15 марта 1942 года командовал подлодкой U-563, на которой совершил 2 боевых похода (в общей сложности 71 сутки в море).
В последнем походе Баргштен потопил британский эсминец «Cossack» (водоизмещением 1960 тонн).
3 июня 1942 года назначен командиром подлодки U-521. На этой лодке Баргштен совершил 3 похода, проведя в море в общей сложности 172 суток.
30 апреля 1943 года награждён Рыцарским крестом Железного креста.
2 июня 1943 года U-521 была потоплена американским охотником за подводными лодками РС-565 в 100 морских милях восточнее мыса Гаттерас. Баргштену удалось спастись, и он был взят в плен. В 1946 году вернулся на родину.
Всего за время военных действий Баргштен потопил 5 кораблей общим водоизмещением 22 171 брт.